# Йоэнсууская православная семинария
Йоэнсууская православная семинария (фин. Ortodoksinen seminaari Joensuussa) — единственная семинария Финляндской архиепископии Константинопольского патриархата, располагающаяся в городе Йоэнсуу и готовящая кадры псаломщиков для епархий.

## История
До революции на территории Выборгской и Финляндской епархии духовной семинария не имелось — кадры духовенства готовились в семинариях Санкт-Петербурга и Петрозаводска.
После обретения Финляндией независимости Эдускунта (финский парламент) 26 сентября 1917 года постановил учредить в Сортавале богословские курсы. В 1918 году, данные курсы были преобразованы в духовную семинарию с шестилетней программой обучения. С самого начала семинария имела статус государственного учебного заведения и получала полную финансовую поддержку от Министерства образования. Для того чтобы минимизировать русское влияние на православную семинарию, правительство оставило за собой право принимать решения об административной организации учреждения, сразу же введя преподавание исключительно на финском языке. Тем не менее, первые преподаватели семинарии, в первую очередь протоиереи Сергий Окулов, Сергий Солнцев и Николай Валмо, являлись выпускниками Санкт-Петербургских духовных семинарии и академии, в связи с чем новая семинария унаследовала её богословские и духовные традиции.
В 1940 году, после занятия города советскими войсками, финские власти переводят семинарию в Хельсинки.
В 1955 году на VI Церковном Соборе в целях повышения уровня церковного пения приходом Хямеенлинна было предложено организовать при Духовной семинарии курсы по подготовке псаломщиков и регентов. В итоге это предложение было поддержано и создана специальная комиссия под председательством иеромонаха Павла (Ольмари).
в 1957 году семинария была переведена в Хумалярви. В 1961 году семинарию переводят в Куопио.
31 июля 1988 года семинария была закрыта, а вместо неё осенью 1988 года был открыт факультет православного богословия при университете Йоэнсу.
Позднее в Йоэнсуу были построены здание семинарии с церковью, освящённой в честь святого апостола и евангелиста Иоанна Богослова (фин. Pyhän Johannes Teologin kirkko). Семинария в настоящее время готовит небольшое количество псаломщиков для епархий Финляндской архиепископии Константинопольского патриархата.

## Ректоры
- 1918—1930 — Сергий Окулов[фин.], протоиерей
- 1930—1941 — Николай Валмо, протоиерей
- 1941—1942 — Пааво Саарикоски, священник
- 1942—1943 — Николай Валмо, протоиерей
- 1943—1972 — Йоханнес Сухола, священник
- 1972—1975 — Аари Суракка
- 1975—1976 — Матти Сидорофф, священник
- 1976—1988 — Ниило Карйомаа, протоиерей

С 1988 года семинария не имеет собственного ректора, но управляется избранным священником.
- Олави Меррас, протоиерей (с 1988)
- Лео Илтола, протоиерей
- Рауно Пиетаринен, протоиерей (с 2009)